# Castello di Monterone
Il castello di Monterone, conosciuto anche come castello Piceller, è un castello che si erge sul crinale di una collina dominante una piccola vallata, lungo la strada che conduce da Perugia ad Assisi attraverso Ponte San Giovanni (la via regale San Pietro, così nominata nel 1070 d.C.), a breve distanza dal monastero di San Pietro e dalla chiesa di San Bevignate; questa strada è una delle cosiddette vie regali, strade che in epoca medievale conducevano fuori dalla città attraverso le porte principali (porta di San Pietro o Porta Romana nel nostro caso), lungo un asse viario già utilizzato dagli Etruschi e dai Romani, e che servivano anche a delimitare gli antichi contadi di Perugia.

## Etimologia del toponimo e origini
Il nome della località, secondo alcuni storici, potrebbe derivare dall'etimo Monturreno o Mons Turrenius, derivato a sua volta dal nome di Turrena dato alla città di Perugia per via delle numerose torri che, in epoca medievale, sorgevano all'interno della città con scopi difensivi.
La storia del Castello è antichissima e sono numerose le testimonianze che descrivono le complesse vicende che lo riguardano; queste fonti, alle volte lacunose o frammentarie, sono integrate da una lunga tradizione orale che attesta anche un importante ruolo del Castello e delle personalità ad esso legate nella cultura popolare della città (si pensi all'espressione “antichità di Piceller”).
I primi insediamenti documentati nella località risalgono al secolo III a.c., come testimoniano un'urna cineraria di tipo chiusino in travertino chiaro rinvenuta nel giardino del castello e tre specchi in bronzo rinvenuti da Mauro Faina, due dei quali rappresentanti il tema di Peleo e Teti.
La struttura originaria è databile intorno al XIII secolo. 
Presso l'archivio della città di Perugia esiste un documento datato 18 gennaio 1200 che prova l'esistenza di un edificio in località Monterone. Il documento presente nell'archivio della città attesta che, nel 1200 Gerardo di Ugolino di Alberico, facendosi cittadino perugino, sottomise al console Bernarduccio le sue proprietà che aveva nel colle “appresso Montarone”..

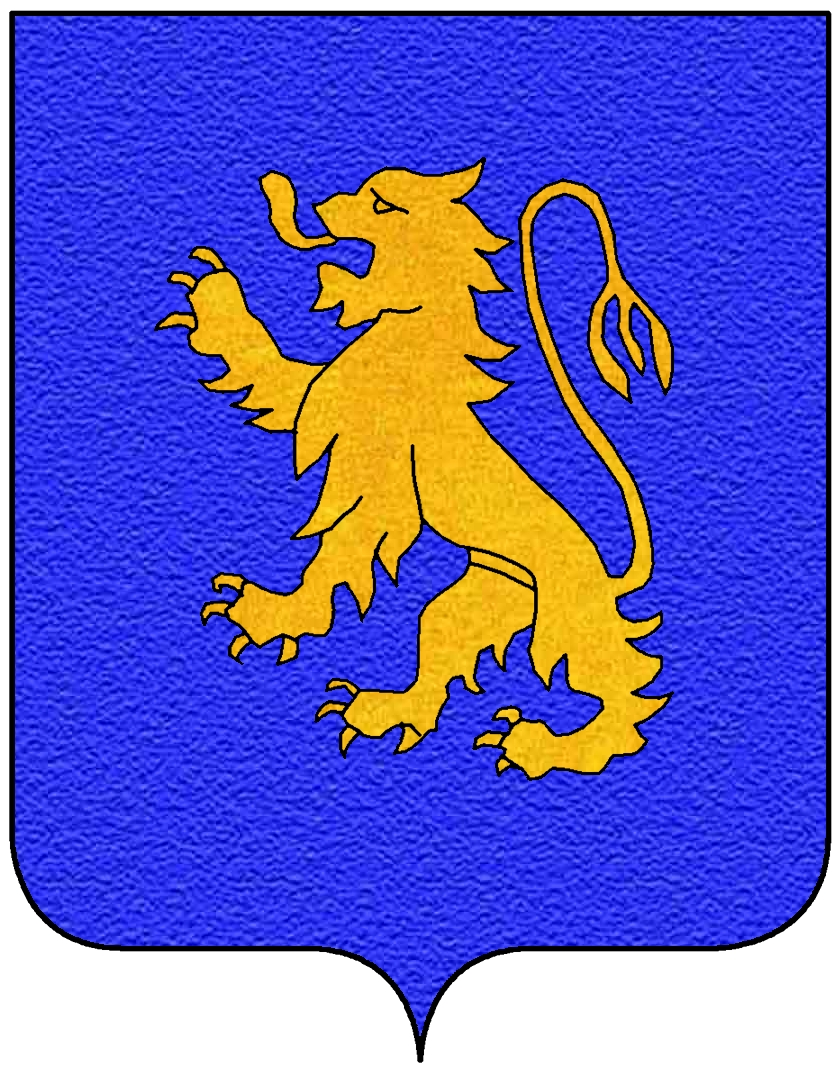
simbolo araldico della famiglia Alberici

E interessante a tal proposito leggere le parole di padre Felice Ciatti (storico del XVII secolo) che, nelle “Memorie Annali et Historiche delle cose di Perugia”, edito presso Angelo Bartoli in Perugia nel 1638, scrive: “ essendo Potestà di Perugia Zeo di Peroscio, un Gerardo di Ghisliero di Alberico, lì 14 di Gennaro giurando voler essere cittadino perugino, sommise sé e la terra che aveva nel colle vicino a Monturreno detto Montarone, e tutte l'altre cose, che aveva nel contado di Perugia; promettendo voler soggiacere a tutti i pesi e uffitii della Città, giurando voler ciò in perpetuo osservare” (libro VIII pag.260).
Girardo di Ghislerio era signore di Sasso Rosso, un feudatario fuoriuscito da Assisi. 
La sua sottomissione al comune di Perugia (cui seguirono 5 giorni dopo quella del fratello Fortebraccio e di suo nipote Oddo) è da inserirsi nel contesto della rivalità tra Assisi e Perugia che spesso sfociava in veri e propri conflitti. 
Quella utilizzata dal signore di Sasso rosso, e dalla sua famiglia, era una vecchia tattica che i feudatari italiani avevano appreso dall'imperatore: approfittare delle città in lotta tra loro, mettersi sotto la protezione del comune nemico per vendicarsi e salvare ciò che era possibile salvare. 
Una leggenda popolare narra che il futuro san Francesco, che assieme a tanti giovani assisani fu fatto prigioniero nella battaglia di Collestrada del 1202, fu imprigionato proprio all'interno del castello di Monterone.

## I cavalieri templari e il castello di Monterone
Nel corso del XIII secolo e fino al 1312, la storia del castello si incrocia con le misteriose e affascinanti vicende dei cavalieri templari.
A partire dalla metà del XIII secolo e fino al 1312, i cavalieri templari hanno avuto la loro sede nel vicino cenobio di San Bevignate. 
La tradizione orale e la vicinanza geografica accrediterebbero l'ipotesi che vuole il castello di Monterone ospizio per i pellegrini, sottomesso al vicino cenobio e all'ordine dei templari.
A suffragare questa ipotesi ci vengono in aiuto le parole del Lupattelli che nel nº5 del 15 maggio 1899 de l'Umbria Rivista d'arte e di letteratura scriveva: “ …. Avendo avuto i Templari la loro sede nel vicino Cenobio di S.Bevignate dal 1200 fino al 1312, è lecito supporre che il fondo sottomesso da Gerardo di Ghisliero al comune di Perugia, di cui la principale abitazione poteva essere il castello suddetto, diventasse proprietà di quell'ordine, che ivi adibisse i “Fratelli Laici” a servizio dei pellegrini, essendovisi trovate vestigia di monastica e ospitaliera istituzione. Così l'antico edificio dipendeva dal Tempio di S.Bevignate e dal Cenobio dove risiedeva il quarto Ordine dei Sacerdoti".
Secondo la tradizione popolare esisterebbero ancora oggi dei passaggi sotterranei che collegano il castello di Monterone con la chiesa di San Bevignate.
Nel 1312 papa Clemente V con la bolla Vox in Excelso, emessa durante il concilio di Vienne, soppresse l'ordine dei templari e proibì qualsiasi forma di ricostituzione dello stesso.
Il castello di Monterone, molto probabilmente, fu abbandonato per lungo tempo, seguendo la triste sorte dell'ordine templare e del cenobio che proteggeva.

## Il Medioevo
Durante il periodo comunale, il castello, in virtù della sua posizione strategica, venne utilizzato come torre di avvistamento per proteggere e controllare l'accesso alla città. 
Tra il XIV secolo e il XVI secolo numerose guerre sconvolsero il comune di Perugia. 
Internamente il potere era conteso tra Raspanti (borghesia artigiana) e Beccherini (popolo minuto che sosteneva i nobili), questa litigiosità interna coinvolgeva poi una serie di potentati (il papato, la signoria di Milano), interessati ad estendere il proprio controllo sulla città, approfittando della conflittualità esistente. 
In questo periodo il castello di Monterone subì danni ingenti a causa delle scorrerie delle milizie di condottieri e capitani di ventura come Braccio da Montone o Malatesta Baglioni, assoldati dalle fazioni in lotta per riuscire ad avere la meglio sugli avversari (A.Fabretti, nel volume I delle “Cronache della città di Perugia”, ricorda gli accampamenti di Braccio da Montone il 4 maggio 1416 e quello di Malatesta Baglioni il 1º maggio 1582, nei pressi di San Bevignate). 
A partire dal XVII secolo, i documenti e le testimonianze riguardanti il castello diventano sempre meno frequenti e complete; sappiamo solo che per circa tre secoli si alterneranno lunghi periodi di abbandono a periodi in cui il castello verrà abitato e modificato a seconda delle necessità dei proprietari.

## Il castello in epoca moderna
Sul finire del XVIII secolo Il castello apparteneva ai conti Ansidei e Giovanni Battista Vermiglioli la definiva come “villa suburbana", a dimostrazione dei significativi lavori di ampliamento.
Nel XIX secolo il castello di Monterone viene acquisito dalla famiglia Piceller.
La famiglia Piceller, originaria di Sant'Ulrico in val Gardena (oggi Ortisei) si stabilì a Perugia sulla fine del Seicento dove acquistò alcune case in via della Pesceria (l'attuale via Oberdan) e vari terreni fra i quali fu preferito per residenza quello di Monterone.
Numerosi furono i membri della famiglia che si distinsero per meriti artistici o sociali, tra questi ricordiamo Giuseppe, amico di Francesco Morlacchi, valente flautista e fondatore della prima banda musicale perugina e Bernardino Piceller, pittore e disegnatore finissimo che dipinse numerose tele di soggetto storico e sacro.
Agli inizi dell'Ottocento i Piceller accumularono un'ingente fortuna nel commercio di ferramenta con Epiteto di Cristoforo.
Il figlio di Epiteto, Alessandro, è una figura cardine nella storia del castello di Monterone.
Archeologo per diletto e antiquario (fu forse il primo ad esercitare professionalmente a Perugia), Alessandro Piceller ristrutturò e ampliò in maniera significativa il castello, sulla scorta di quanto già aveva fatto con la “casetta Piceller”, un'edicola o cappellina di impianto trecentesco, in località Collestrada, ristrutturata e riadattata a casetta campestre in stile del Quattrocento perugino.

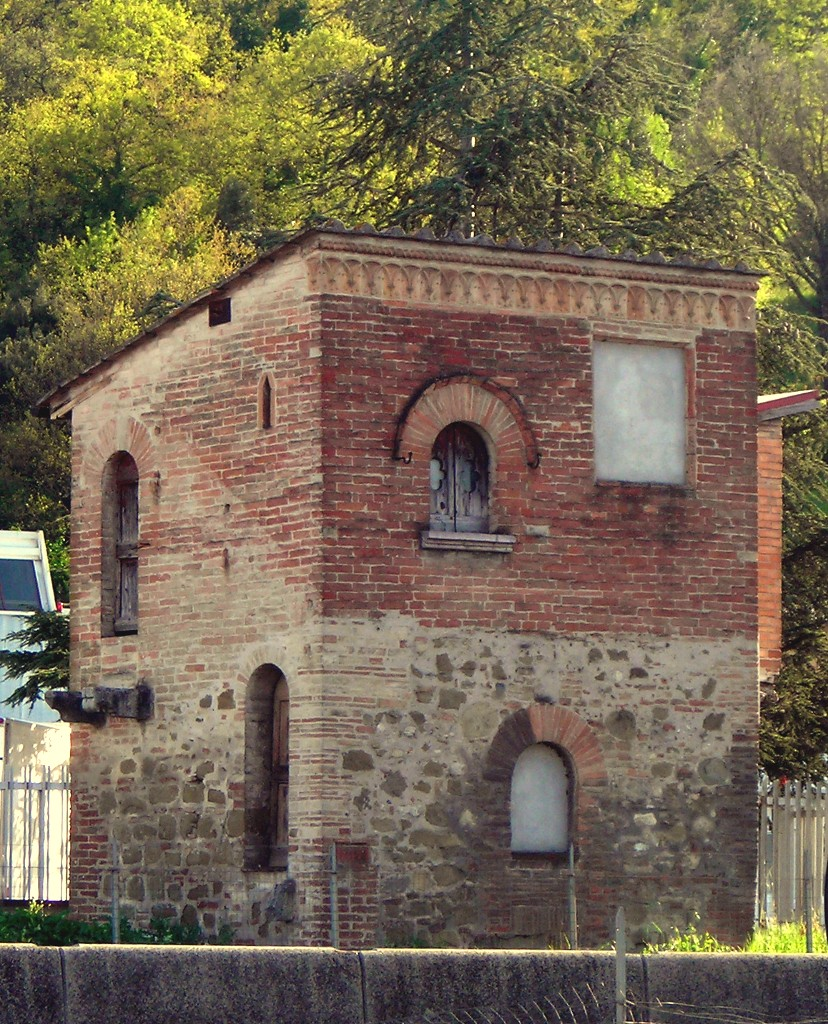
Casetta Piceller

I lavori di ristrutturazione furono diretti da Filippo Lardoni e, in seguito, da Alessandro Arienti, gli stessi architetti autori del progetto del cimitero monumentale di Perugia.
Il 23 novembre 1849, il vescovo Vincenzo Gioacchino Pecci (futuro Papa Leone XIII) inaugurò il castello.
Alessandro Piceller non si limitò a ristrutturare la vecchia struttura medievale e ad ampliarla ma l'arricchì di elementi architettonici come bassorilievi, statue, un piccolo rosone, balconcini in pietra, bifore e numerosi altri oggetti di varie epoche storiche.
La corte, delimitata da colonne rotonde con capitelli in marmo (anch'essi acquisiti da Piceller nella sua attività di archeologo e antiquario) venne decorata con urne e bassorilievi etruschi di grande importanza storica.
Questo eclettismo, questo gusto romantico del recupero di elementi del passato nonché l'uso dei più diversi materiali (arenaria, pietra serena, laterizio, pietra rosa e bianca) fanno del castello di Monterone un unicum nel suo genere, diverso dagli altri esempi coevi del XIX secolo presenti in Umbria.
Tra le innumerevoli opere di pregio presenti nel castello vanno sicuramente citati gli affreschi rappresentanti le insegne dei capitani di ventura del tardo Medioevo, dipinte dallo stesso Matteo Tassi che decorò la sala dei Notari nel palazzo dei Priori di Perugia, l'affresco staccato dalle pareti di un tabernacolo viario, con una Madonna di Loreto e i santi Pietro e Paolo, nel quale è facile ravvisare la mano di Cristoforo di Jacopo da Foligno.
Il 20 ottobre 1929, Alessandro Piceller morì, in seguito alla sua morte e agli eventi storici che si verificarono poco tempo dopo, il castello conobbe un nuovo periodo di abbandono.
Durante la seconda guerra mondiale, il castello venne adibito a ricovero per gli sfollati.
I bombardamenti, l'abbandono e la successiva occupazione dell'edificio da parte di sfollati, danneggiarono gravemente il castello.
Subito dopo la seconda guerra mondiale, il Prof. Antonini Giuliano ne acquistò la proprietà e spese praticamente tutta la sua vita al ripristino dei vecchi fasti.Arazzi e restauro ad opera del prof. Orlando Scalco. 
Oggi, dopo un importante lavoro di restauro, grazie ad un'importante famiglia Umbra, il castello è tornato all'antico splendore.
L'epigrafe in lode di Braccio Fortebraccio
Nel Castello di Monterone è visibile un frammento di iscrizione su pietra in caratteri onciali, delle dimensioni di 54 centimetri di larghezza per 27 di altezza.
È un pezzo estremamente importante, si tratta infatti, con molta probabilità, di un originale della prima metà del Quattrocento legato alla vicenda di Fortebraccio.
Il supporto è costituito da una lastra di pietra, probabilmente scaglia bianca del subasio (calcare), dello spessore di 7 centimetri.
L'iscrizione si presenta di difficile lettura, sia per la frammentarietà del testo sia per la forma poco consueta dell'alfabeto onciale utilizzato; il testo è in latino con alcune abbreviazioni. Sono ben visibili i buchi usati come guida dall'incisore, presenti nelle parti a largo spessore del tracciato delle lettere.
Trascrizione del testo leggibile:
[...] trepidus per mi [...]
[...] cies ferri non vas [...]
terivere meos
Come si nota, il testo conservato presenta solo alcune parole per intero, altre mutile ed è disposto su tre righe; sul lato sinistro la pietra sembra aver subito una frattura accidentale mentre sul lato destro è stata tagliata intenzionalmente, forse per un riutilizzo successivo.
L'intuizione che questo potesse essere una parte di un testo già conosciuto attraverso altre fonti ha portato all'individuazione del testo mancante
Transivi intrepidus per mille pericula victor
non acies ferri non vastis moenia fossis
conatus terivere meos: domat omnia virtus
Traduzione:
Sono passato senza timore attraverso mille pericoli, da vincitore
né schiere di ferro né mura dagli ampi fossati
hanno logorato i miei tentativi: la virtù doma ogni cosa.